# Иестин ап Гургант

Герб Иестина ап Гурганта

Иестин ап Гургант (валл. Iestyn ap Gwrgant; 1045—1093.) — последний независимый правитель Уэльса, король Гливисинга (Морганнуга).

## Биография
Иестин был сыном Гургана, сына Мерхиона, сына Ридерха. Последним является либо сыном Иестина сына Идваллона, либо Ридерхом ап Иестином

### Правление
Иестин ап Гургант (Иестин сын Гурганта) правил в Морганнуге с 1081 по 1093 год на территории, ныне охватывающей территории графств Гламорган и Монмутшир. Последний правивший представитель королевского дома, ведшего своё происхождение по прямой линии от короля Теудрига (VI век). Резиденцией Иестина был городок Динас Поуис, расположенный южнее современного Кардиффа, который был выстроен Иестином, который возможно был его предком.
Согласно историческим данным, король Иестин вмешался в междоусобную борьбу в соседнем уэльском королевстве Дехейбарт, оказав помощь мятежникам под руководством Энеона ап Коллуина, разгромленным там королём Рисом ап Теудуром. Для усиления своих войск Иестин обратился в 1090 году за помощью к нормандскому военачальнику, Роберту Фиц-Хэмону, лорду Глостерскому, прибывшему к Иестину с отрядом из 12 рыцарей и подчинённым им вооружённых слуг. Вскоре после того, как объединённые силы нормандцев и Иестина одержали победу над армией Риса ап Теудура и разорили юго-западную часть Уэльса, между Фиц-Хэноном и Иестином начались трения, закончившиеся разрывом между ними и войной как следствие. В битве при Минед-Бихан (близ Кардиффа) нормандские войска разбили Иестина, который пал в бою, и затем подчинили себе равнинную часть Морганнуна.
Старший сын Иестина, Карадог ап Иестин, носил уже не королевский титул, а был лишь одним из лордов Уэльса (лендлордом Гламорганом), правившим под верховным контролем Фиц-Хэмона.

### Семья
- 1-я жена Ангарад верх Элистан :
  - Карадог, 1-й Лорд Афан
  - Мадог, 1-й Лорд Рутин
  - Рис, 1-й Лорд Нудд
  - Морган
  - Неста, замужем за Эйнионом
- 2-я жена Дениу верх Бледин :
  - Маредид
  - Кинуриг
  - Кадуган
  - Риваллон
  - Ридлан
  - Иорет
  - Мейриг
  - Элейн
- 3-я жена Гвенвин верх Киван :
  - Родри
  - Грифид
  - Морган Высокий
  - Хивел
  - Сибилла
  - Гвенллиан